# Charles Nunzio
 Charles Nunzio, född 30 oktober 1912 i Cattafi på Sicilien, död 19 oktober 2010, var dragspelsvirtuos, kompositör och instrumentmakare. Han var 8 år gammal när han kom till USA. Han har studerat dragspel för bland andra Pietro Frosini. Han fick ofta hoppa in som ersättare för dragspelsvirtuoser som Frosini, Joe Biviano och Charles Magnante. Nunzio räknas som en av de stora dragspelspionjärerna.

## Några av Nunzios kompositioner
- Accordion Rhapsody
- Bolero Fantasia
- El Cavaliere (Paso Doble)
- Frolic of Seven Dwarfs (Novelty)
- Happy Holiday Polka
- Hungaria Mazurka
- Negrita (Conga)
- Racing Finger (Novelty)
- Streamline Waltz
- Valse Elena
- World's Fair March